# Born in America
Born in America —traducción al español: Nacido en Estados Unidos— es el sexto álbum de estudio de la banda estadounidense de heavy metal Riot y fue lanzado al mercado por la discográfica Quality Records en Norteamérica y en Europa por ZYX Metal en 1983.  Este disco fue el último en incluir a Rhett Forrester en la voz, al guitarrista Rick Ventura, a Kip Lemming en el bajo y al batería Sandy Slavin.

## Grabación y publicación
Después de que Riot rompiera contrato con Elektra Records, el sello Quality Records decidió producir un álbum de la banda.  Las grabaciones y la masterización de este material discográfico se realizaron en el Greene St. Recording y Masterdisk respectivamente, ambos ubicados en Nueva York, Estados Unidos a principios de 1983.
En Europa, ZYX Metal publicó junto a Born in America un sencillo de 12 pulgadas llamado «Warrior», el cual contenía el tema homónimo en versión en directo, así como la primera canción del disco antes mencionado.

## Crítica
Jason Anderson de Allmusic realizó una reseña a este disco y comenzó aclarando, según su punto de vista, porqué Mark Reale decidió separarse de Riot.  Respecto a Born in America, mencionó que «Rhett Forrester manejaba correctamente los coros, pero que solamente fue eso a partir de Restless Breed y que es el material de la banda más repetitivo que ha grabado la banda». Sentenció diciendo que «únicamente los seguidores más devotos podrían considerar adquirir este álbum del grupo que menos había aportado al metal de los 80». Anderson calificó a Born in America con una puntuación de 2.5 estrellas de cinco posibles.

## Reediciones
En 1989, la compañía Grand Slamm Records relanzó en E.U.A. este álbum con diferente arte de portada.  Una década después, Metal Blade Records publicó una versión remasterizada de Born in America.

## Lista de canciones
| Cara A |                                          |                                           |                            |          |  |
| N.º    | Título                                   | Escritor(es)                              | Traducción al español      | Duración |  |
| 1.     | «Born in America»                        | Mark Reale / Rhett Forrester / Steve Loeb | «Nacido en Estados Unidos» | 4:07     |  |
| 2.     | «You Burn in Me»                         | Mark Reale                                | «Ardes en mi»              | 3:40     |  |
| 3.     | «Wings of Fire»                          | Mark Reale                                | «Alas de fuego»            | 4:39     |  |
| 4.     | «Running for the Law»                    | Mark Reale                                | «Huyendo de la ley»        | 4:24     |  |
| 5.     | «Devil Woman» (versión de Cliff Richard) | Terry Britten / Christine Holmes          | «Mujer demoniaca»          | 4:01     |  |

| Cara B |                       |                 |                             |          |  |
| N.º    | Título                | Escritor(es)    | Traducción al español       | Duración |  |
| 6.     | «Vigilante Killer»    | Rhett Forrester | «Vigilante asesino»         | 3:02     |  |
| 7.     | «Heavy Metal Machine» | Mark Reale      | «Máquina de heavy metal»    | 3:37     |  |
| 8.     | «Where Soldiers Rule» | Rick Ventura    | «Donde los soldados mandan» | 3:45     |  |
| 9.     | «Gunfighter»          | Mark Reale      | «Pistolero»                 | 4:27     |  |
| 10.    | «Promised Land»       | Rick Ventura    | «Tierra prometida»          | 3:55     |  |
| 39:27  |                       |                 |                             |          |  |

## Créditos

### Riot
- Rhett Forrester — voz
- Mark Reale — guitarra
- Rick Ventura — guitarra
- Kip Leming — bajo
- Sandy Slavin — batería

### Personal de producción
- Steve Loeb — productor y concepto del álbum
- Billy Arnell — productor
- Rod Hui — productor asociado, ingeniero de sonido y mezcla
- Howie Weinberg — masterización
- J & J Gordon — director de arte
- Kevin Johnson — diseño del logo de portada
- Bob Ragona — administración